# Mel Dalgleish
Melvyn Dalgleish, detto Mel (Springvale, 24 gennaio 1959), è un allenatore di pallacanestro ed ex cestista australiano.

## Carriera
Con l'Australia ha disputato due edizioni dei Giochi olimpici (Mosca 1980, Los Angeles 1984) e due dei Campionati mondiali (1978, 1982).